# Вирий Луп (консул 275 г.)
Вирий Луп (на латински: Virius Lupus) е политик и сенатор на Римската империя през 3 век.

## Биография
Луп е син на Луций Вирий Агрикола (консул 230 г.) или на брат му Луций Вирий Луп Юлиан (консул 232 г.).
През 272 г. е управител на провинция Арабия и praeses на Syria Coele. 274 г. или по-късно става понтифекс на бог Сол. През 275 г. вероятно е суфектконсул. През 278 г. Луп е за втори път консул. Колега му е император Проб. През 281 г. той е praefectus urbi на Рим.
По времето на император Аврелиан е съдия на Египет и Изтока.